# Дом Мейламовых
Дом Мейламовых — трёхэтажный жилой дом в Баку, построенный в 1899 году. Владельцем здания был Халаф Мейламов. Постановлением Кабинета министров Азербайджанской Республики № 132 от 2 августа 2001 года дом включён в список недвижимых памятников истории и культуры местного значения.

## Архитектурные особенности
В архитектурном отношении жилой дом имеет подчёркнутый угол и пластично решённые фасады. Все три этажа расчленены поэтапной рустовкой, тяжёлой на первом и облегчёнными на следующих. Приняты классические приёмы и формы. Ордерная система использована в живописном преломлении. Ритм оконных проёмов с насыщенными
сандриками – особая форма объёмной пластики, где каменные детали доведены до скульптурности. Интерьеры парадных помещений и лестничной клетки обладают архитектурной трактовкой художественных приёмов. Жилой дом – часть наследия и памятник архитектуры.

## В воспоминаниях
По словам дочери Халафа Мейламова Зулейхи Асадуллаевой, родившейся в этом доме в 1914 году, это здание Шамси Асадуллаев подарил в качестве приданого своей дочери Агабаджи, вышедшей замуж за Мейламова. Асадуллаев купил этот дом у Мусы Нагиева в 1904 году. Для осуществления дополнительных работ на фасаде здания был приглашён архитектор из Франции. До советской оккупации лестницы были из белого мрамора, а стены – из чёрного. На лестницах были расположены декоративные звёзды, сейчас их нет. Стена, на которой раньше были фрески, полностью окрашена в розовый цвет.

## Фотографии

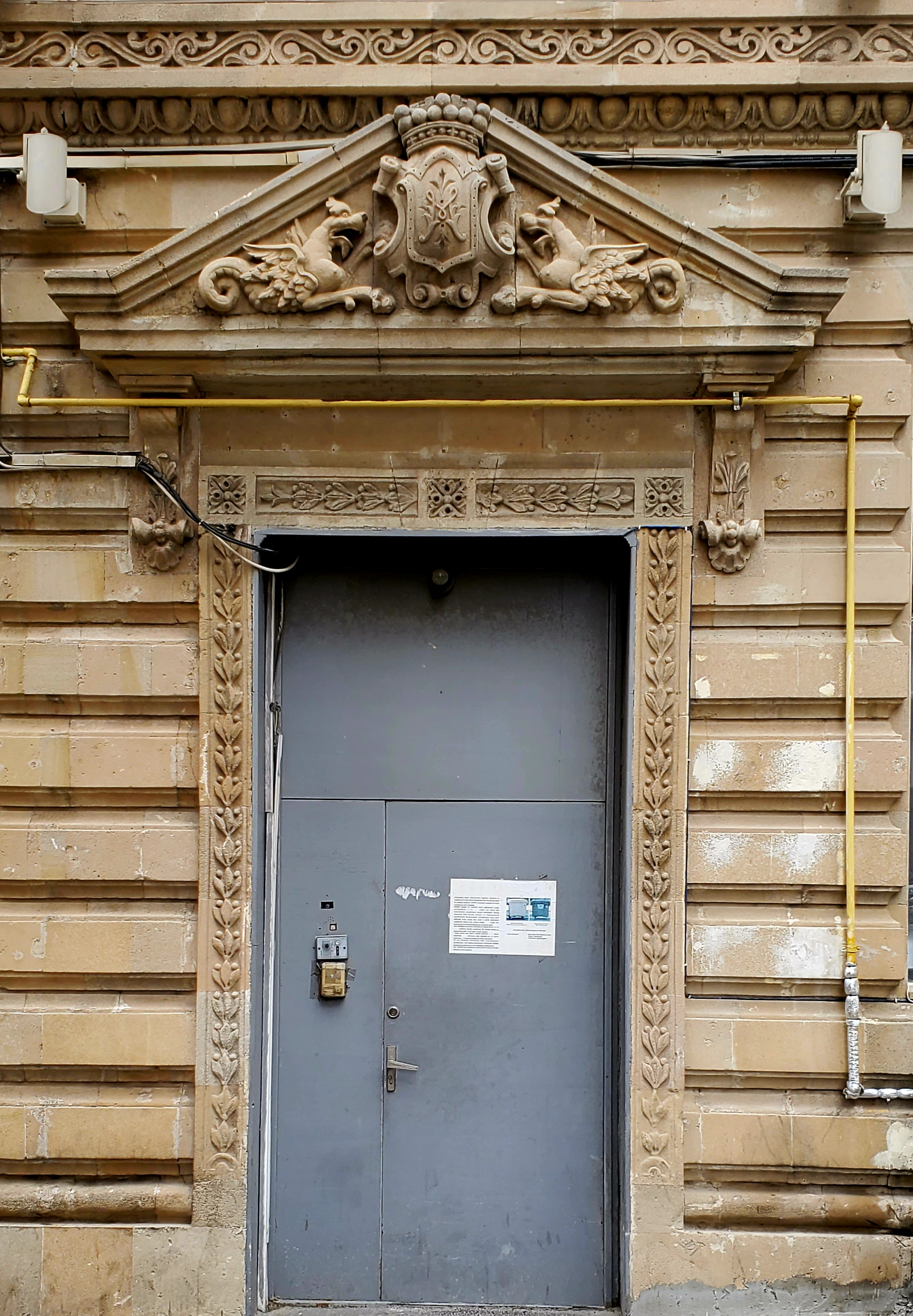
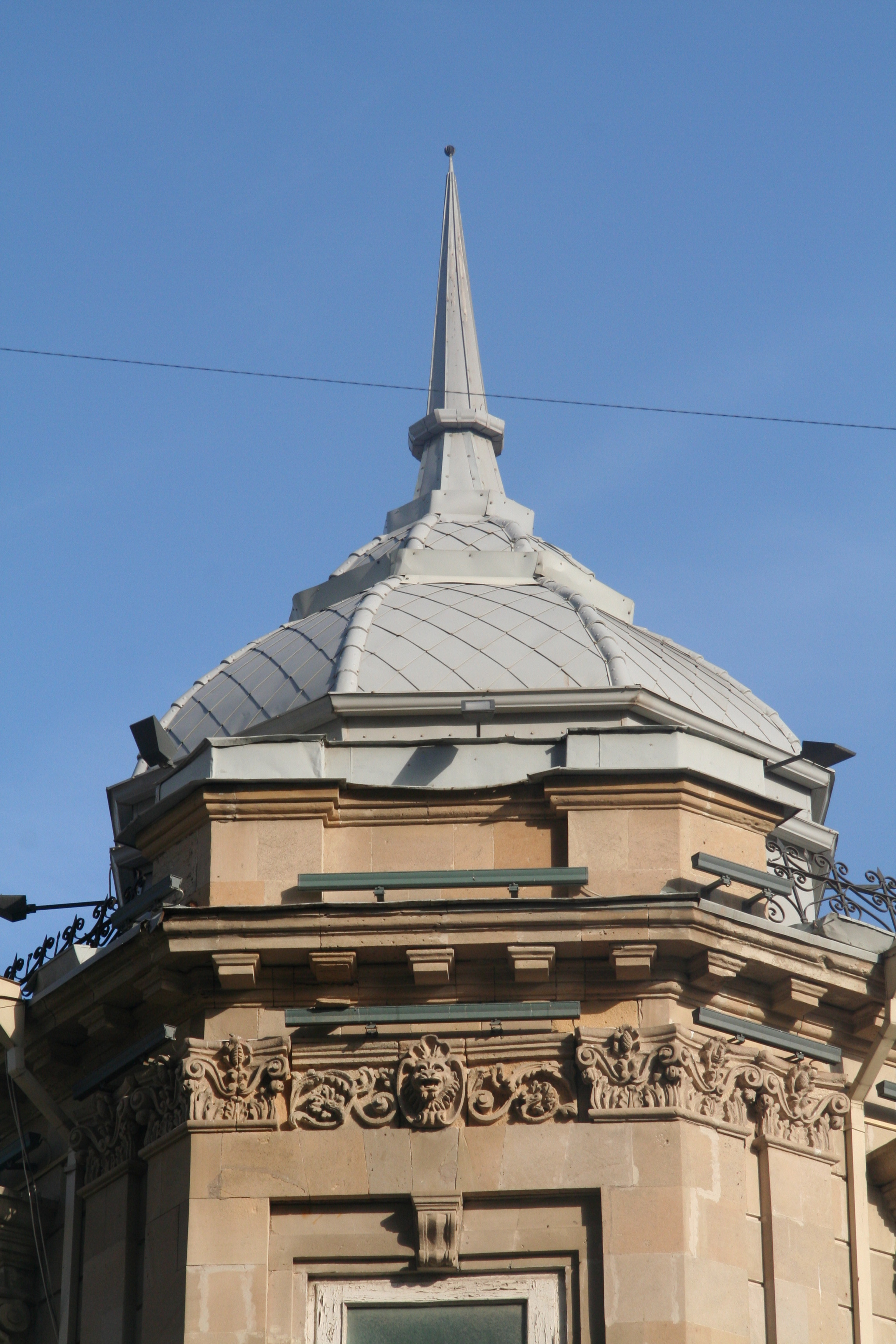
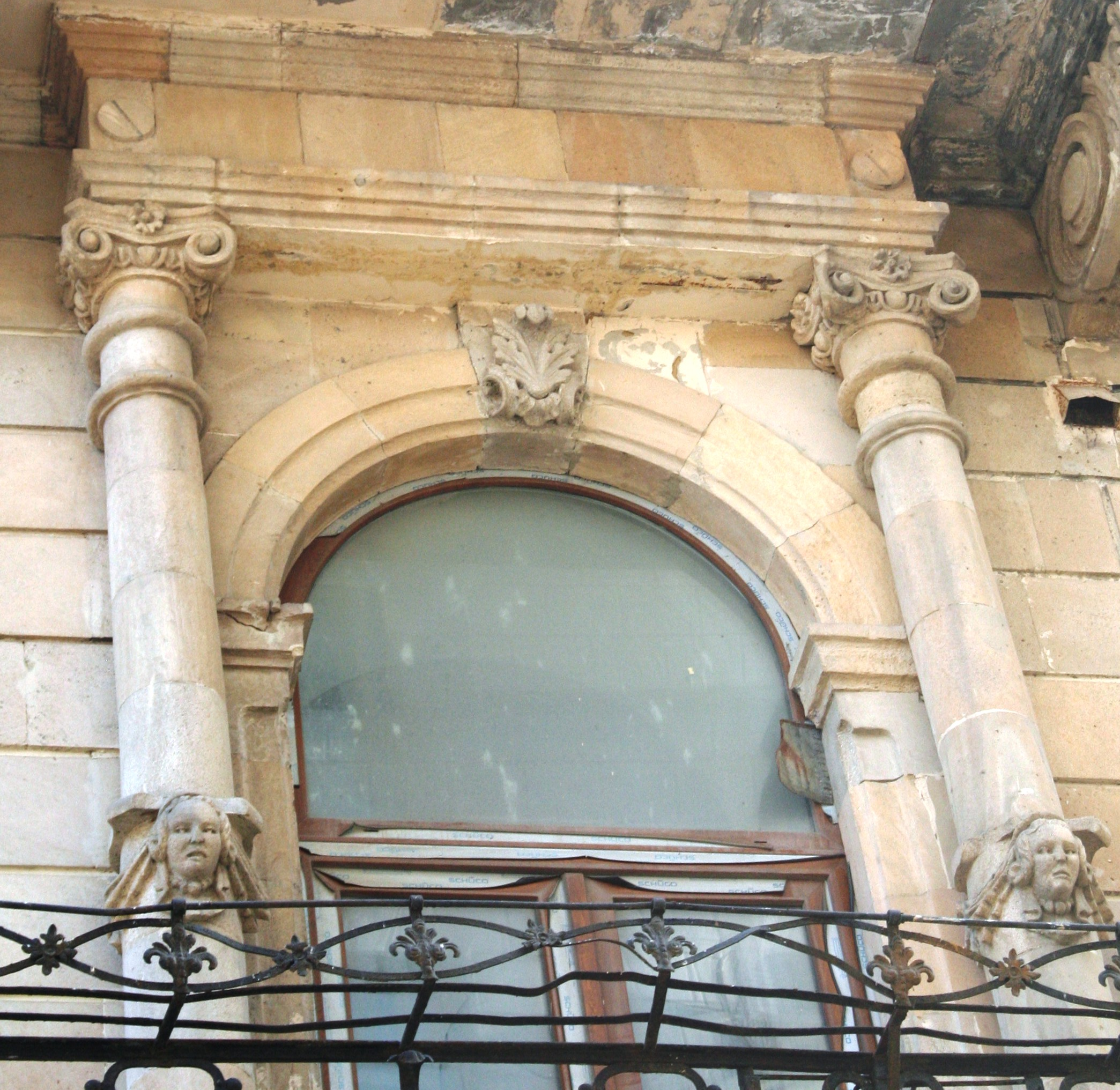
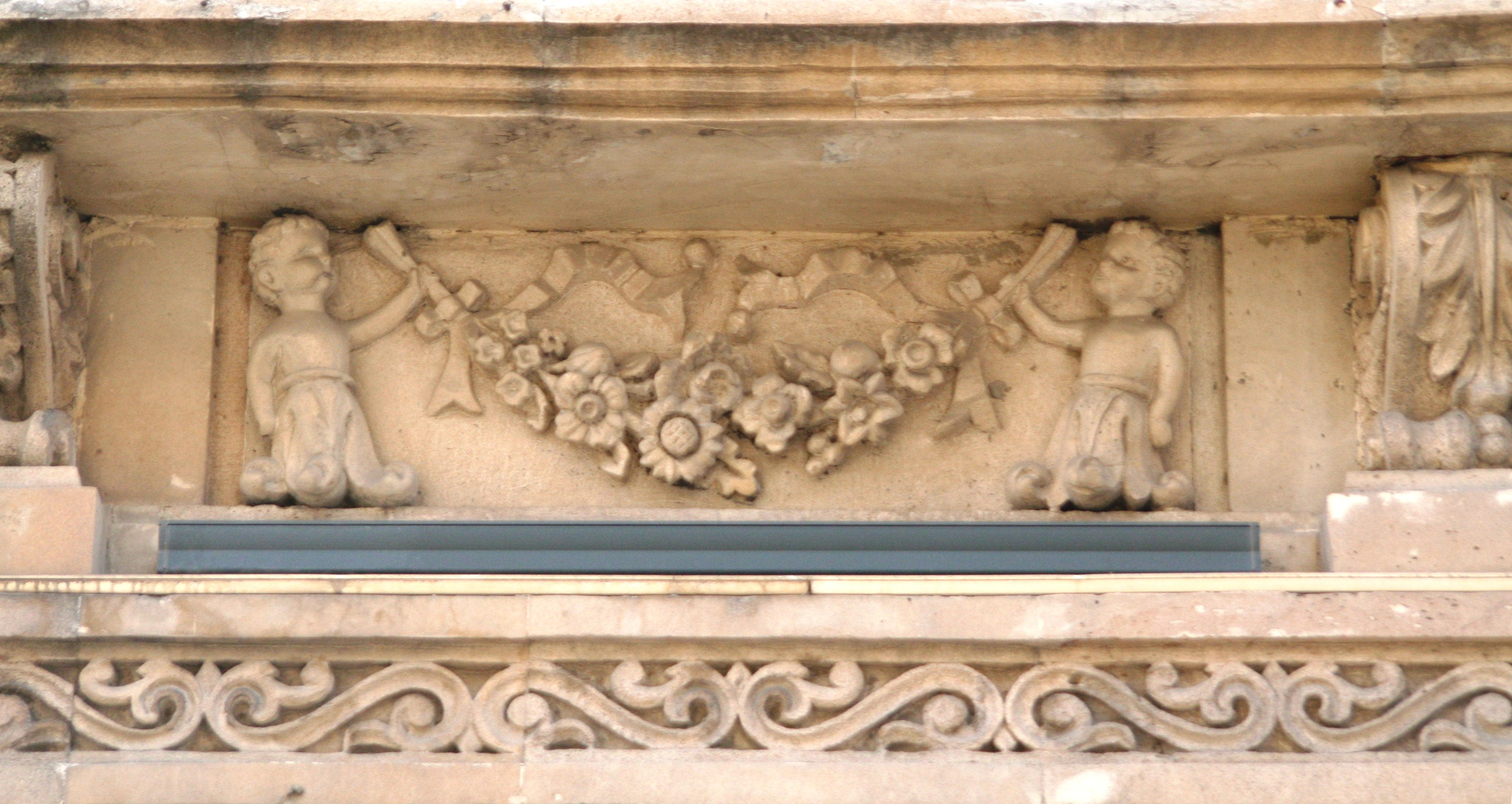
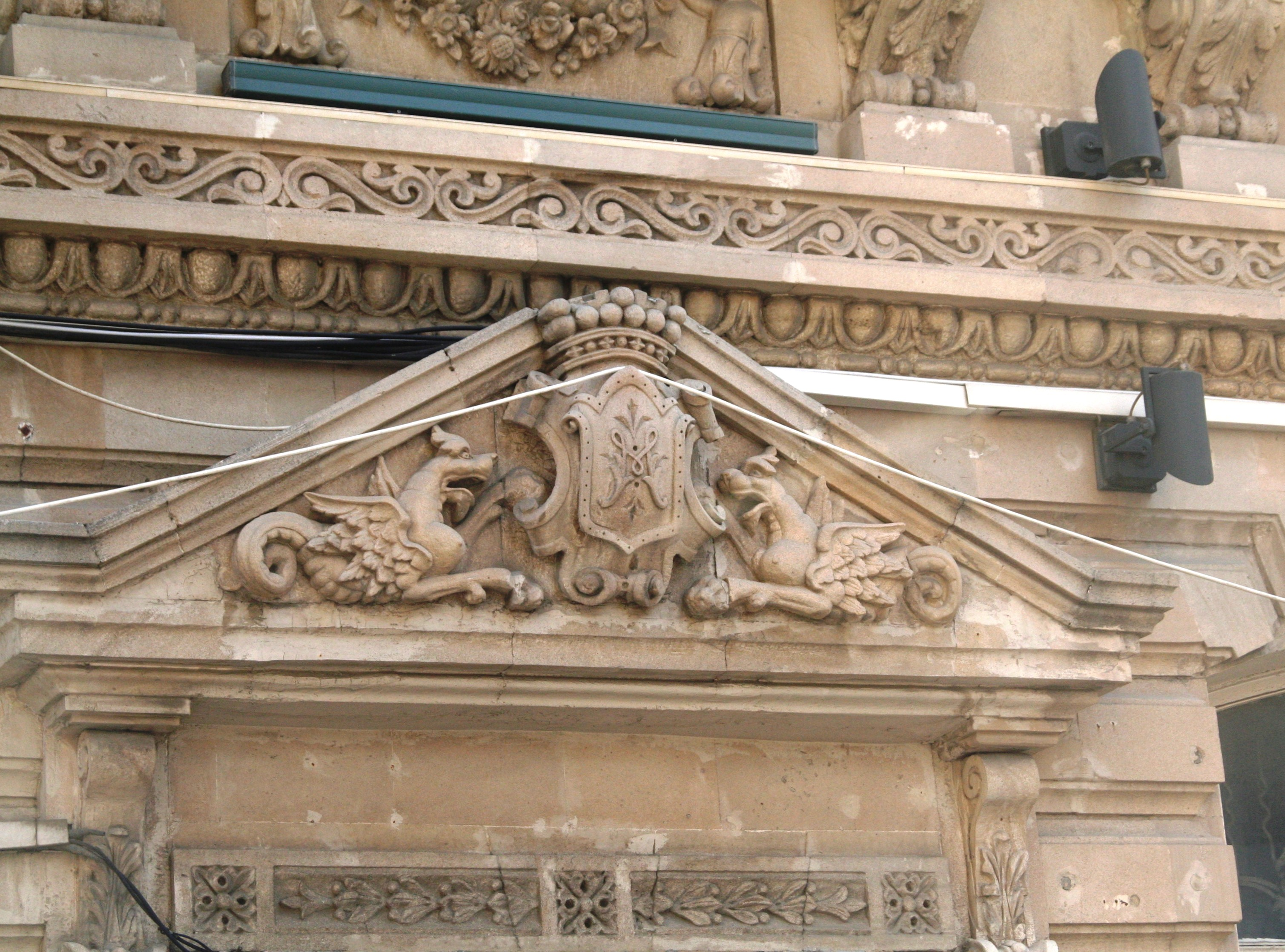
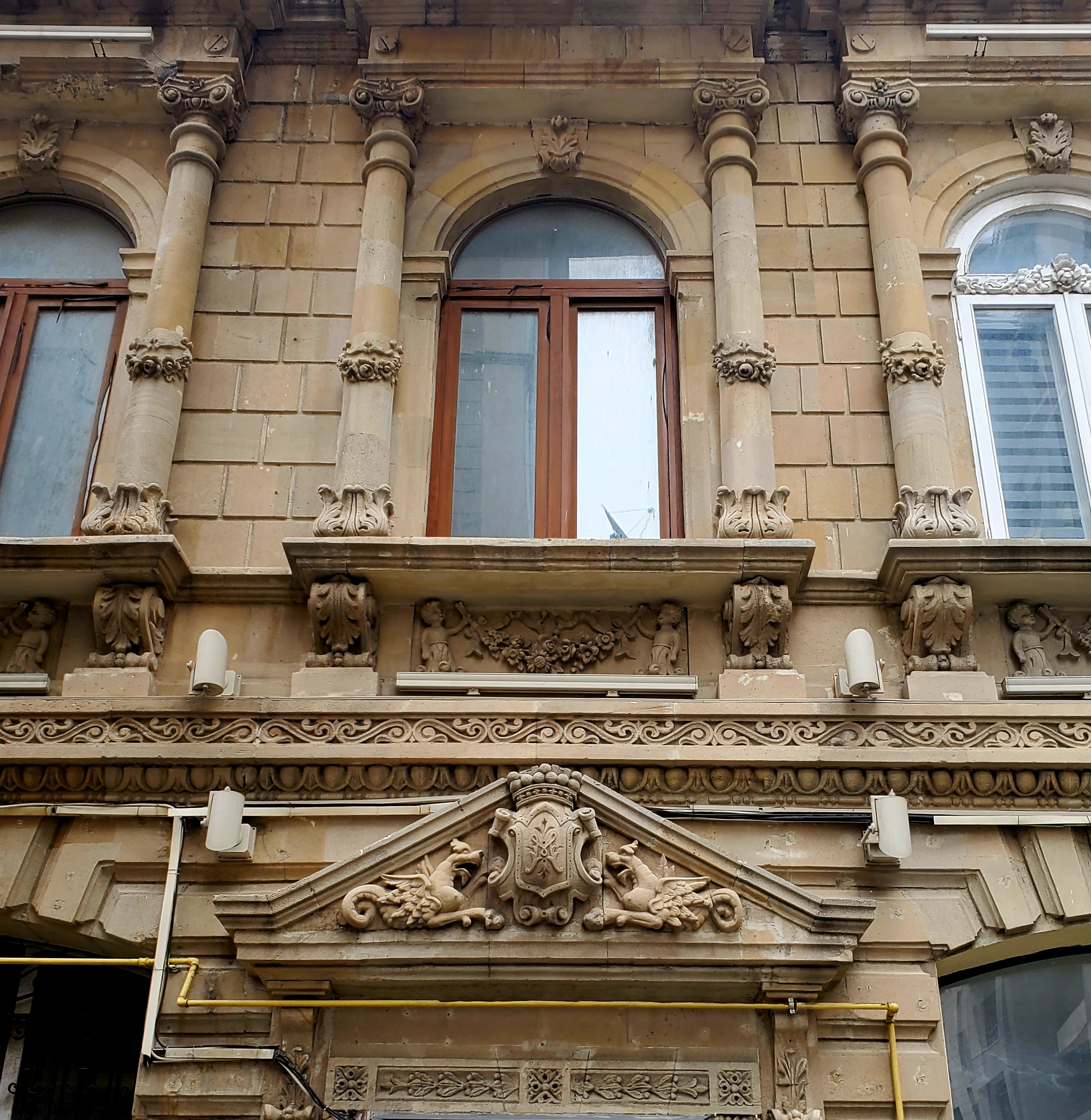